# Ottapidaram
Ottapidaram är en ort i Indien.   Den ligger i distriktet Thoothukkudi och delstaten Tamil Nadu, i den södra delen av landet, 2 200 km söder om huvudstaden New Delhi. Ottapidaram ligger 48 meter över havet och antalet invånare är 3 000.
Terrängen runt Ottapidaram är platt. Runt Ottapidaram är det ganska tätbefolkat, med 199 invånare per kvadratkilometer. Närmaste större samhälle är Thoothukkudi, 19,9 km sydost om Ottapidaram. Omgivningarna runt Ottapidaram är en mosaik av jordbruksmark och naturlig växtlighet.